# Malý Šariš
Malý Šariš és un poble i municipi d'Eslovàquia. Es troba a la regió de Prešov, al nord del país.

## Història
La primera referència escrita de la vila data del 1248.

## Demografia
| Godina             | 1994 | 2004   | 2014    | 2024    |
| ------------------ | ---- | ------ | ------- | ------- |
| Nombre de persones | 1297 | 1363   | 1593    | 1903    |
| Diferència         |      | +5,08% | +16,87% | +19,46% |

| Godina             | 2023 | 2024   |
| ------------------ | ---- | ------ |
| Nombre de persones | 1883 | 1903   |
| Diferència         |      | +1,06% |